# Horný Smokovec

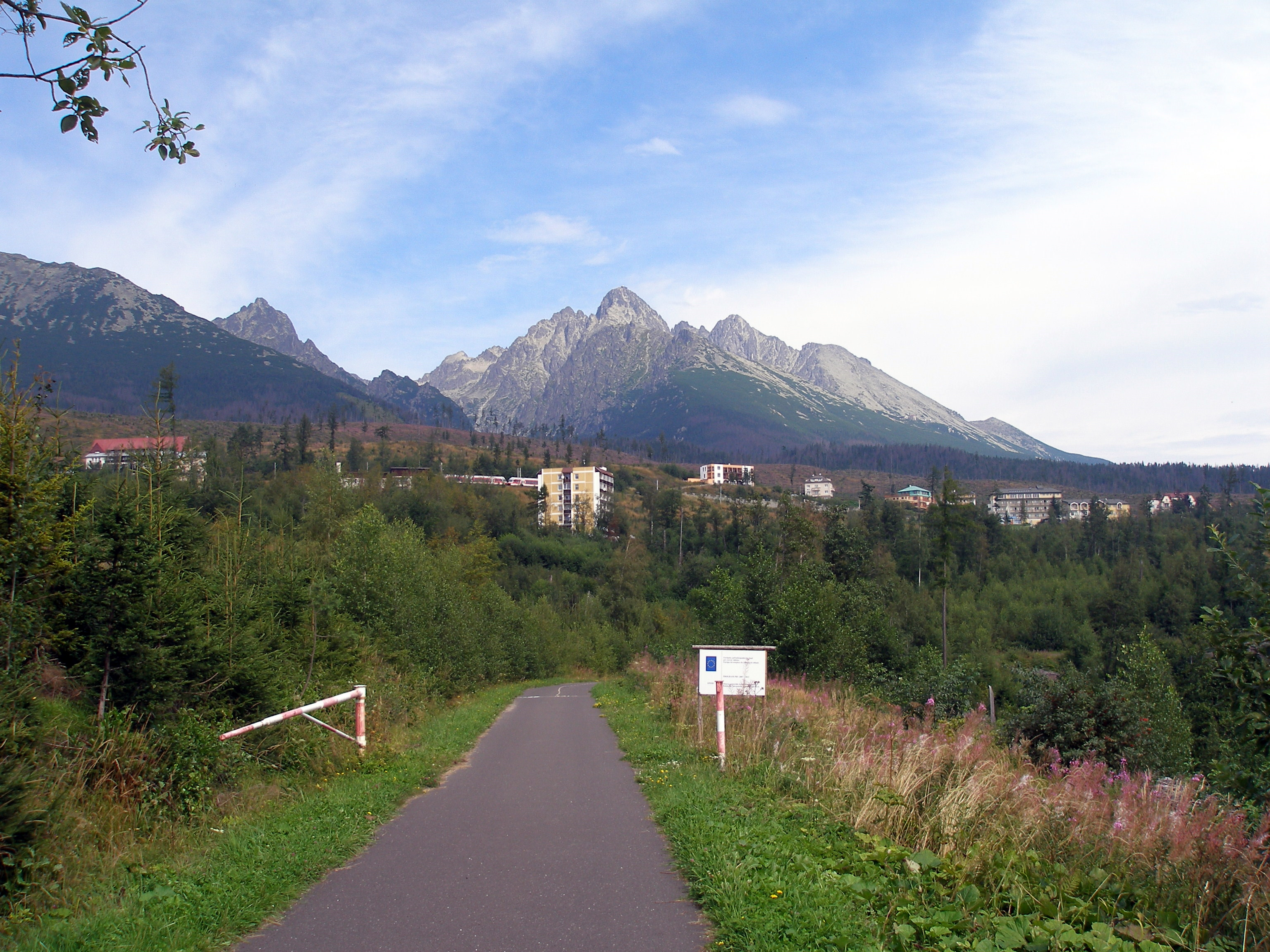
Blick auf Horný Smokovec, mit dem Massiv des Lomnický štít in der Bildmitte

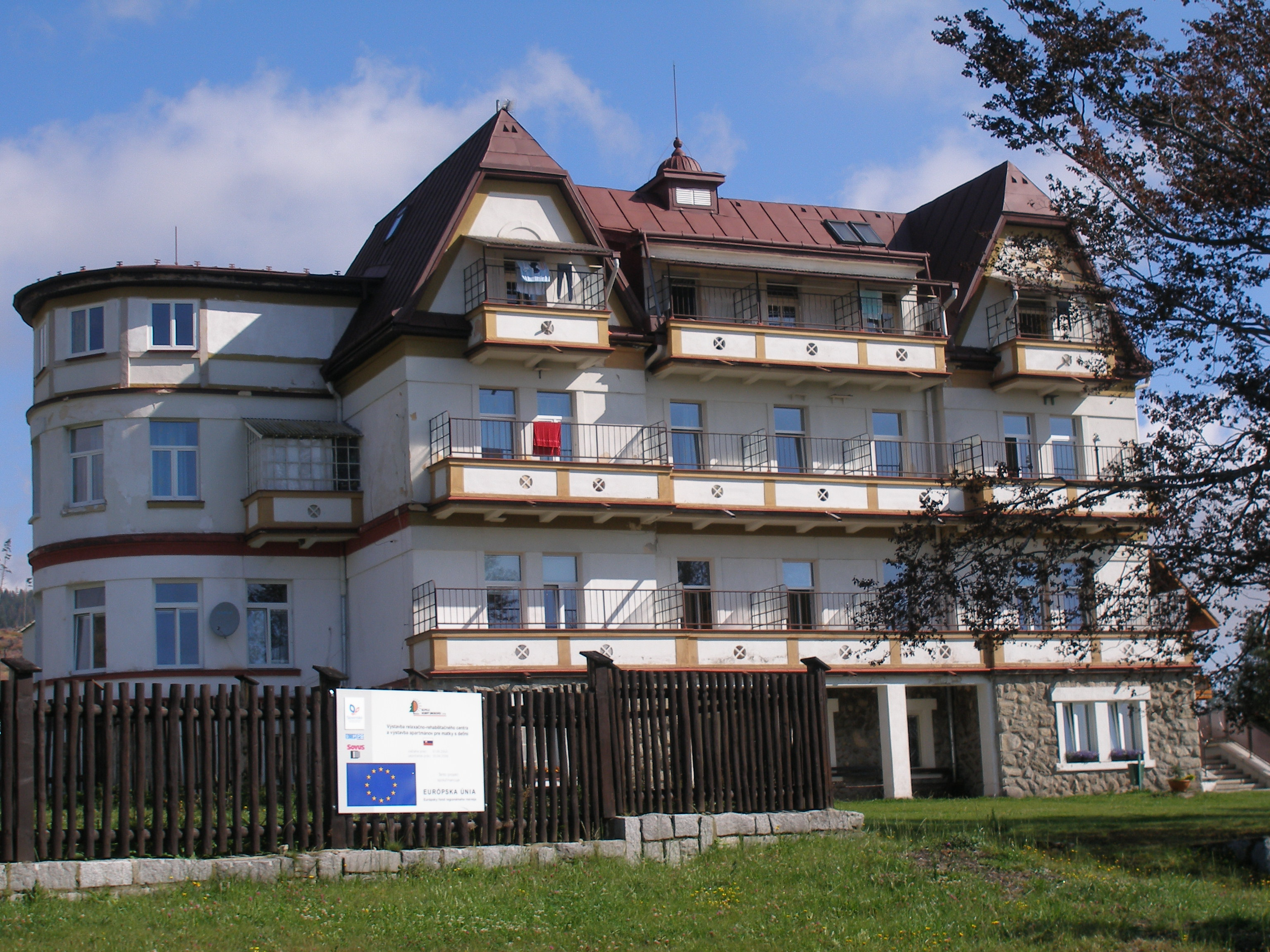
Sanatorium des Dr. Opatrný

Wappen von Horný Smokovec

Horný Smokovec (bis 1938 slowakisch Pekná Výhliadka; deutsch Oberschmecks) ist ein Stadtteil der Stadt Vysoké Tatry auf der slowakischen Seite der Hohen Tatra, zwischen den Stadtteilen Starý Smokovec im Westen, Dolný Smokovec im Süden und Tatranská Lesná im Osten. Das Ortszentrum liegt auf einer Höhe von 955 m n.m.
Der Stadtteil ist der jüngste von den vier „Smokovec“ genannten Orten. In der zweiten Hälfte des 19. Jahrhunderts stand hier nur ein hölzerner Aussichtsturm, der häufig durch Kurgäste besucht worden war und als „Schöne Aussicht“ (beziehungsweise später slowakisch Pekná Výhliadka) bekannt war. Erst nach 1926 entstanden die ersten Pensionen, die die Namen der Ehefrauen der Besitzer, Vlasta, Irma, Klára und Dagmar, trugen. In den 1930er Jahren kamen dazu die Pension Helios (heute Poľana) und zwei Sanatorien. Im Sanatorium des Dr. Opatrný werden heute Kindererkrankungen der Atemwege behandelt, seine Villa ist inzwischen zum Haus der Schriftsteller (slowakisch Dom spisovateľov) geworden. In den 1960er Jahren entstanden bisher zwei letzte große Neubauten, die Hotels Bellevue und Šport. Hier befindet sich auch eine auf Hotellerie spezialisierte mittlere Fachschule (slowakisch Stredná odborná škola hotelová Horný Smokovec) sowie der Hauptsitz des slowakischen Bergrettungsdienstes (slowakisch Horská záchranná služba, HZS).
In Horný Smokovec befinden sich die Haltestellen Horný Smokovec und Pekná Výhliadka an der Elektrischen Tatrabahn und die Bushaltestelle Vysoké Tatry, Horný Smokovec, rázcestie, ferner liegt der Ort direkt an der Cesta II. triedy 537 („Straße 2. Ordnung“), die hier als Teil des Straßenzugs Cesta Slobody (deutsch Freiheitsstraße) gilt. Nach Dolný Smokovec führt die Cesta III. triedy 3080 („Straße 3. Ordnung“).